# Claus-Peter März
Claus-Peter März (* 23. April 1947 in Leipzig; † 25. November 2021) war ein deutscher römisch-katholischer Priester, Theologe und Professor für Exegese und Theologie des Neuen Testaments der Universität Erfurt.

## Leben
Claus-Peter März, zweites Kind einer siebenköpfigen Leipziger Familie, studierte Katholische Theologie am Philosophisch-Theologischen Studium in Erfurt und dem Pastoralseminar in Neuzelle und empfing am 26. Juni 1971 durch Bischof Gerhard Schaffran das Sakrament der Priesterweihe. Er war Kaplan in Meißen (1971), in der Propsteigemeinde zu Leipzig (1971–1974) und in Gera (1978–1980). 1974 erwarb er das Lizenziat in Theologie und wurde 1978 zum Dr. theol. am Philosophisch-Theologischen Studium in Erfurt in Kooperation mit der Päpstlichen Universität Gregoriana in Rom promoviert. Ab 1981 war er Dozent und hatte 1982 die Lehrstuhlvertretung für Exegese des Neuen Testaments in Erfurt inne. Nach einem Studienjahr in Rom habilitierte er sich.
Seit 1989 war er ordentlicher Professor für Neues Testament, zunächst am Philosophisch-Theologischen Studium Erfurt, seit 2003 an der Fakultät für katholische Theologie der Universität Erfurt. Er hatte Gastprofessuren an der TU Dresden (1992/93) und im Theologischen Studienjahr Jerusalem in Jerusalem (1997) inne. März war zudem Rektor (1990–1992) und Prorektor (1992/93) des Philosophisch-Theologischen Studiums in Erfurt und gehörte der Hochschulstrukturkommission des Landes Thüringen an, welche die Neugründung der Universität Erfurt initiierte. 2012 wurde er emeritiert.
März war Berater der Bischofskonferenz und in einigen nationalen wie internationalen exegetischen Vereinigungen engagiert. Seine Forschungsschwerpunkte waren die lukanische Theologie, Passionsgeschichte, die Rekonstruktion und Theologie der Logienquelle Q sowie der Brief an die Hebräer.
Im Bereich des neuen geistlichen Lieds wurde März als Textautor durch seine Zusammenarbeit mit dem Kirchenmusiker Kurt Grahl bekannt. Eines der bekanntesten Werke ist das Lied Wenn das Brot, das wir teilen, als Rose blüht, das an das „Rosenwunder“ der Elisabeth von Thüringen erinnert. Er schuf die Texte zu den Oratorien Aufstand der Worte und Große Johannespassion.
Claus-Peter März starb im November 2021 im Alter von 74 Jahren. Er wurde am 10. Dezember auf dem Neuen Katholischen Friedhof in Dresden beigesetzt.